# Enrico Carabelli
Enrico Carabelli (Barni, 6 giugno 1943 – Milano, 19 settembre 1997) è stato un doppiatore, direttore del doppiaggio e attore teatrale italiano. Ha fatto parte del Teatro dei Filodrammatici di Milano.

## Doppiaggio

### Film d'animazione
- Orpheus di Lyra ne I Cavalieri dello zodiaco - La dea della discordia (primo doppiaggio)

### Telefilm
- James Doohan (1ª voce) in Star Trek
- Paul Benedict (ep. 1x01-2x14), Jay Hammer e Vernon Washington (1ª voce) ne I Jefferson
- Keith Alexander in UFO (doppiaggio svizzero)

### Cartoni animati e anime
- Luigi in The Super Mario Bros. Super Show!, Le avventure di Super Mario e Super Mario World
- Nikita in Trucchi, magie e illusioni per una dolce principessa
- Sid in Mostri o non mostri... tutti a scuola
- Professore in Scuola di polizia
- Newton Gimmick ne Le avventure di Teddy Ruxpin
- Filippo ne L'incantevole Creamy
- Ralph Morris in Lovely Sara
- Padre di Pollyanna in Pollyanna
- David e signor Hutton in Una per tutte, tutte per una
- Posapiano in Principessa dai capelli blu
- Dohko di Libra, Mur dell'Ariete (2ª voce), Milo di Scorpio (2ª voce), Aphrodite dei Pesci, Orione, Mime, Syria di Sorrento (1ª voce) ne I Cavalieri dello zodiaco
- Vicecomandante degli Zentradi e Antonio Diaz in Robotech
- Kratos ne I cinque samurai (ep. 1)
- Padre di Robin in Robin Hood
- Aki Ranta ne Le avventure della dolce Kati
- Personaggi vari ne Il mio amico Huck

## Filmografia
- I promessi sposi, regia di Sandro Bolchi – miniserie TV (1967)
- La freccia nera, regia di Anton Giulio Majano – miniserie TV (1968)

## Direzione del doppiaggio
- Cartoni animati: Scuola di polizia, G.I. Joe, The Super Mario Bros. Super Show!, Le avventure di Super Mario, Super Mario World, Le avventure di Teddy Ruxpin, I difensori della Terra, Ritorno al futuro, He-Man, Trucchi, magie e illusioni per una dolce principessa, Mille luci nel bosco, Le famiglie Silvane, Cosa c'è nella palude?
- Anime: I Cavalieri dello zodiaco, L'incantevole Creamy, Il mio amico Huck, Evelyn e la magia di un sogno d'amore, Pollyanna, Principessa dai capelli blu, Lovely Sara, Dolceluna, Cristoforo Colombo, Le avventure della dolce Katy, Una per tutte, tutte per una